# Wilhelmshaven
Wilhelmshaven (in basso sassone Willemshaven) è una città extracircondariale di 75 027 abitanti della Bassa Sassonia, in Germania.

## Geografia fisica
Wilhelmshaven si trova sulla costa nordoccidentale della baia dello Jadebusen, alla foce del fiume Jade nel Mare del Nord.

## Storia
Wilhelmshaven fu fondata nel 1869 come porto militare del regno di Prussia. Il territorio della città fu ceduto appositamente dall'Oldenburg alla Prussia, costituendone un'exclave. Acquisì il titolo di città nel 1873.
I sobborghi di Bant, Heppens e Neuende, appartenenti all'Oldenburg, si unirono nel 1911 a formare la nuova città di Rüstringen.
Dall'ammutinamento di due navi ormeggiate a Wilhelmshaven (29 ottobre 1918), ebbe inizio la "rivoluzione controllata" che portò alla Repubblica di Weimar.
Nel 1937 la cosiddetta "legge sulla Grande Amburgo" decretò l'annessione della città di Rüstringen a Wilhelmshaven; contemporaneamente Wilhelmshaven cessò di essere un'exclave prussiana, e fu ceduta allo Stato libero di Oldenburg. La frazione di Eckwarderhörn venne invece distaccata da Wilhelmshaven e aggregata al comune di Butjadingen.
La città fu gravemente colpita dai bombardamenti della seconda guerra mondiale.

## Società

### Evoluzione demografica
Abitanti censiti

## Economia
Wilhelmshaven è tradizionalmente importante per la navigazione militare e civile.

## Geografia antropica

### Suddivisioni amministrative
Wilhelmshaven è divisa, a fini statistici, in 5 zone (Stadtbereich), suddivise a loro volta in 23 quartieri (Stadtteil):
- 1. Stadtbereich Süd, con i quartieri:
  - 11 Innenhafen
  - 12 Innenstadt
  - 13 Bant
  - 14 Ebkeriege
- 2. Stadtbereich Mitte, con i quartieri:
  - 21 Heppens
  - 22 Siebethsburg
  - 23 Rüstringer Stadtpark
  - 24 Neuengroden
  - 25 Altengroden
  - 26 Rüstersiel
- 3. Stadtbereich West, con i quartieri:
  - 31 Neuende
  - 32 Schaar
  - 33 Aldenburg
  - 34 Maadebogen
  - 35 Langewerth
- 4. Stadtbereich Nord, con i quartieri:
  - 41 Himmelreich/Coldewei
  - 42 Fedderwardergroden
  - 43 Voslapp
  - 44 Fedderwarden (frazione)
  - 45 Sengwarden (frazione)
- 5. Stadtbereich Ost, con i quartieri:
  - 51 Heppenser Groden
  - 52 Rüstersieler Groden
  - 53 Voslapper Groden

Fedderwarden e Sengwarden possiedono lo status di frazione (Ortschaft), con un certo grado di autogoverno.

## Amministrazione

### Gemellaggi
- Vichy, dal 1965
- Norfolk, dal 1976
- Dunfermline, dal 1979
- Bydgoszcz, dal 2006

La città intrattiene "rapporti di amicizia" (Städtefreundschaft) con:
- Bad Harzburg, dal 1988
- Logroño

Il porto di Wilhelmshaven è gemellato (Hafenpartnerschaft) con:
- Qingdao, dal 1992

Le frazioni di Sengwarden e Fedderwarden sono gemellate con:
- Bromberg, dal 1980